# Poručík (námořní hodnost)
Poručík je hodnost užívaná námořnictvy pro nejvyšší stupeň nižších námořních důstojníků. Odpovídá armádní hodnosti kapitána.
Různé státy užívají mírně odlišné variace této hodnosti, kromě základního označení poručík (např. Americké, Australské a Britské námořnictvo; anglicky Lieutenant), jako třeba poručík řadové lodi (Chorvatské, Italské, Francouzské, Kanadské – francouzsky Lieutenant de vaisseau – a Slovinské a  Španělské námořnictvo, jakož i zaniklá námořnictva Jugoslávie a Rakousko-Uherska) a kapitánporučík či kapitán-poručík (například v Bulharském, Lotyšském, Německém, Ruském a Ukrajinském námořnictvu a v bývalém námořnictvu SSSR).

## Označení hodnosti

Belgické námořnictvo: Lieutenant de vaisseau/Luitenant-ter-zee
Finské námořnictvo: Kapteeniluutnantti/Kaptenlöjtnant
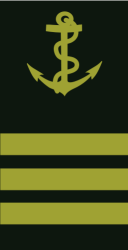
Francouzské námořnictvo: Lieutenant de vaisseau
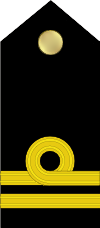
Indické námořnictvo: Lieutenant
Italské námořnictvo: Tenente di vascello
Chorvatské námořnictvo: Poručnik bojnog broda
Kanadské královské námořnictvo: Lieutenant (N)/Lieutenant de vaisseau
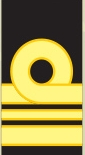
Litevské námořnictvo: Kapitonas leitenantas
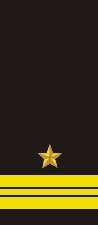
Německé námořnictvo: Kapitänleutnant
Portugalské námořnictvo: Primeiro-tenente
Royal Navy: Lieutenant
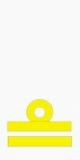
Slovinské námořnictvo: Poročnik bojne ladje
Spojené státy (námořnictvo): Lieutenant
Spojené státy (pobřežní stráž): Lieutenant
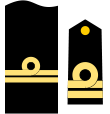
Španělské námořnictvo: Teniente de navío